# ジャレット・グルーベ
ジャレット・ジョージ・グルーベ（Jarrett George Grube, 1981年11月5日 - ）は、アメリカ合衆国インディアナ州デカルブ郡コルーニャ出身のプロ野球選手（投手）。右投右打。

## 経歴

### プロ入りとロッキーズ傘下時代
2004年のMLBドラフト10巡目（全体290位）でコロラド・ロッキーズから指名され、プロ入り。

### エンゼルス時代
2014年5月31日にロサンゼルス・エンゼルス・オブ・アナハイムで32歳にして初めてメジャーに昇格し、同日メジャーデビューを果たした。オフにFAとなった。冬季には、リーガ・ベネソラーナ・デ・ベイスボル・プロフェシオナルのレオネス・デル・カラカスでプレーしている。

### インディアンス傘下時代
2015年6月21日にクリーブランド・インディアンスとマイナー契約を結んだ。11月6日に自由契約となる。11月には第1回WBSCプレミア12にアメリカ合衆国代表で出場。12月18日にインディアンスとマイナー契約で再契約。オフはドミニカ共和国のウィンターリーグでプレー。
2016年6月8日に自由契約となった。

### マリナーズ傘下時代
2016年6月9日にシアトル・マリナーズとマイナー契約を結び、傘下のAAA級タコマ・レイニアーズへ配属された。8月10日にメジャー契約を結んでアクティブ・ロースター入りしたが、登板機会の無いまま翌11日にAAA級タコマへ降格した。8月30日には40人枠外となった。10月4日にFAとなった。

### ブルージェイズ傘下時代
2016年11月24日にトロント・ブルージェイズとマイナー契約を結び、2017年のスプリングトレーニングに招待選手として参加することになった。

## 詳細情報

### 年度別投手成績
| 年 度    | 球 団    | 登 板 | 先 発 | 完 投 | 完 封 | 無 四 球 | 勝 利 | 敗 戦 | セ 丨 ブ | ホ 丨 ル ド | 勝 率 | 打 者 | 投 球 回 | 被 安 打 | 被 本 塁 打 | 与 四 球 | 敬 遠 | 与 死 球 | 奪 三 振 | 暴 投 | ボ 丨 ク | 失 点 | 自 責 点 | 防 御 率 | W H I P |
| -------- | -------- | ----- | ----- | ----- | ----- | -------- | ----- | ----- | -------- | ----------- | ----- | ----- | -------- | -------- | ----------- | -------- | ----- | -------- | -------- | ----- | -------- | ----- | -------- | -------- | ------- |
| 2014     | LAA      | 1     | 0     | 0     | 0     | 0        | 0     | 0     | 0        | 0           | ----  | 3     | 0.2      | 1        | 1           | 0        | 0     | 0        | 0        | 0     | 0        | 1     | 1        | 13.50    | 1.50    |
| MLB：1年 | MLB：1年 | 1     | 0     | 0     | 0     | 0        | 0     | 0     | 0        | 0           | ----  | 3     | 0.2      | 1        | 1           | 0        | 0     | 0        | 0        | 0     | 0        | 1     | 1        | 13.50    | 1.50    |

- 2016年度シーズン終了時

### 背番号
- 51（2014年）

### 代表歴
- 2015 WBSCプレミア12 アメリカ合衆国代表